# Puzzle mortal II
Puzzle mortal II  (titlu original: Saw II) este un film de groază americano-canadian din 2005 regizat de Darren Lynn Bousman. În rolurile principale joacă actorii Donnie Wahlberg, Franky G, Glenn Plummer, Beverley Mitchell, Dina Meyer, Emmanuelle Vaugier, Erik Knudsen, Shawnee Smith și Tobin Bell.

## Distribuție
- Tobin Bell ca John Kramer
- Shawnee Smith ca Amanda Young
- Donnie Wahlberg ca Detectiv Eric Matthews
- Erik Knudsen ca Daniel Matthews
- Franky G ca Xavier Chavez
- Dina Meyer ca Detectiv Allison Kerry
- Lyriq Bent ca Sergent Daniel Rigg
- Glenn Plummer ca Jonas Singer
- Beverly Mitchell ca Laura Hunter
- Emmanuelle Vaugier ca Addison Corday
- Timothy Burd ca Obi Tate
- Tony Nappo ca Gus Colyard
- Noam Jenkins ca Michael Marks